# Де Доминичи, Мария
Мария де Доминичи (итал. Maria de Dominici; 6 декабря 1645, Витториоза — 18 марта 1703, Рим) — мальтийская художница, скульптор и монахиня ордена кармелитов.

## Биография
Родилась в городе Витториоза (ныне Биргу) в семье ювелира, почитавшего Мальтийский орден. В её семье было много деятелей искусства: её братья Раймондо и Франческо также прославились как известные художники, а сын Раймондо по имени Бернардо стал историком искусства и автором книги, где упоминалось и мальтийское искусство. В хронике «Иллюстрированная Мальта» авторства Джованнантонио Чантара (итал. Giovannantonio Ciantar) есть картина с изображением женщины, знавшей, чем она будет заниматься — речь идёт о Марии де Домничи. Чантар писал, что она «проявляла отвращение к типичным женским обязанностям, за что подвергалась упрёкам от родителей, и занималась изображением тех вещей, какие она пожелала бы изображать». В итоге родители смирились с пожеланием дочери и пригласили мастера искусства для её дальнейшего обучения.
Мария училась у художника и скульптора Маттиа Прети, занимавшегося оформлением собора Святого Иоанна в городе Валлетта. Считается, что в 1661—1666 годах она помогала Прети в изображении фресок о жизни и мученической кончине Иоанна Крестителя, которые изображены на сводах собора. О Марии писали как об умной и разносторонней женщине, о чём свидетельствуют и два её завещания. Джованнантонио Чантар писал, что под руководством Прети Мария трудилась очень усердно: он разрешил ей изобразить некоторые женские фигуры при росписи собора Святого Иоанна, в чём она преуспела даже больше, нежели сам мастер. Другой историк, Джузеппе Мария де Пиро, писал в 1839 году о Марии, что она «превзошла всех остальных его учеников в умении, чем и заставила мастера выбрать её для росписи стен собора и изображения женских фигур на сводах и стенах».
Мария состояла в ордене кармелитов и поэтому могла жить вне стен монастыря, вдали от семейных связей. В 1682 году она покинула Мальту с племянником гроссмейстера Мальтийского ордена и его супругой Изабеллой д’Авалос д’Акино д’Арагона. В Риме у Марии была собственная мастерская, где она занималась изготовлением скульптур и написанием картин по заказам: её рекомендовал лично гроссмейстер. Дом Марии находился недалеко от церкви Сан-Джованни-деи-Фиорентини.
Мария скончалась в 1703 году и была похоронена в церкви Санта-Мария-ин-Траспонтина.

## Работы
Помимо росписи стен и сводов собора Святого Иоанна, на Мальте Мария прославилась как автор нескольких переносных скульптур святых, которые устанавливались на религиозных праздниках и в дни уличных шествий. Наиболее известные художественные работы Марии — «Посещение» (церковь прихода Зеббудж), «Беато Франко» (церковь кармелитов в Валлетте) и «Благовещение» (кафедральный музей в Валлетте).

## Память
Мария упоминается в двухтомном Словаре художниц (англ. Dictionary of Women Artists) авторства Делайи Гейз (англ. Delia Gaze); также её именем в 2010 году был назван кратер на Меркурии. Факт включения имени мальтийской художницы в базу наименований объектов на Меркурии был отмечен Сюзанной Хоу в книге «Мальта: женщины, история, книги и места» (англ. Malta: Women, History, Books and Places.